# Rosário Andrade
Maria do Rosario de Fátima Andrade Leitão é professora da Universidade Federal Rural de Pernambuco. Seu livro "História (nem sempre) bem-humorada de Pernambuco - 140 caricaturas do século XIX - volume 1" (em coautoria com Graça Ataíde) ganhou em 2000 o 12º Troféu HQ Mix na categoria "melhor livro teórico".